# 이랜드그룹
이랜드그룹(영어: E-Land Group)은 대한민국의 기업 집단이다. 1980년에 설립되었으며, 이랜드라는 브랜드를 기반으로 한 패션사업으로 시작했으며, 인수합병을 통해 패션, 유통, 레져, 외식, 건설 등에 진출해 있다. 인수합병을 통해 매입한 기업들은 뉴코아, 동아백화점, 이월드, 케이스위스 등이 있다.
이랜드리테일은 대한민국의 유통 기업이다. 2001아울렛, 뉴코아아울렛, NC백화점, 동아백화점 4개 상호의 유통점을 운영하며 킴스클럽이라는 식품 할인점을 운영한다. NC백화점 산하에 백화점 외에 NC웨이브, NC아울렛, NC몰(뉴코아몰) 등 서브 유통체인이 존재한다. 동아백화점 산하에 백화점 외에 동아아울렛, 동아마트도 운영중이다. 중장기적으로 유통브랜드명 통일 작업에 착수하여 고객조사 중이다.
19년부터는 온라인 전환에도 속도를 내고 있다. 3040 영맘 라이프스타일 플랫폼인 [이랜드몰]과 각 컨텐츠를 잘 보여줄 수 있는 "카테고리킬러 전문몰"을 운영 중이다. 카테고리킬러전문몰로는 아동편집플랫폼인 [키디키디], 명품전문몰 [럭셔리갤러리], 슈즈SPA전문몰 [슈펜], 라운지웨어전문몰 [애니바디]가 있다.
2022년 6월 이랜드리테일이 전문 새벽배송업체 오아시스마켓의 지분 3%를 인수하고 신선식품 온라인 주문 및 배송을 위한 사업제휴 협약을 체결했다. 그리고 기존 킴스클럽 온라인몰을 킴스오아시스 플랫폼으로 통합하는 작업을 진행하여 2022년 10월 5일에 이루어져 2023년 현재까지 운영 중에 있다. 해당 온라인 플랫폼에서는 오아시스마켓의 식품 뿐 아니라, 킴스클럽의 산지 직송 신선식품, 공산품, 간편식을 합배송, 새벽배송 받을 수 있다.
뿐만 아니라, 22년 8월 말 킴스클럽 1등 지점인 뉴코아 강남점에 킴스오아시스 매장을 성황리에 운영 중에 있다.

## 역사
1980년 박성수에 의해 창립되었다. 박성수 회장은 전라남도 목포시 출생으로 광주제일고와 서울대를 졸업하였다.
근육무력증이라는 희귀병을 앓던 박성수는 투병으로 인하여 일반 회사 입사가 어려워지자, 28세에 이화여자대학교 앞에서 잉글랜드라는 이름의 보세의류가게를 시작했고, 1986년 잉글런드라는 이름을 이랜드로 변경하고 법인화하여 성장시켰다.
'多브랜드', '서브브랜드'를 출범시키는 마케팅전략으로 1989년 아동복 사업진출, 1990년 시계 및 쥬얼리 사업 진출과 여성 캐주얼 부문에 진출해왔다. 1993년 매출액 5,000억원을 달성하였다.
1994년에는 유통업과 식품사업, 내의사업 부문에 진출하는 한편 중국, 베트남, 스리랑카 등지에 현지 공장을 확장하여 해외생산 비율을 늘리고, 성장과 함께 본격적인 다각화, 세계화를 추진해왔다.
1997년 한편 새로운 브랜드 실패와 기존 성장률 정체로, IMF 이전인 1997년 초 '사업구조 재편' '재무구조 개선' ' 경영시스템 혁신'으로의 구조조정을 함으로써 1. 유사계열사 합병 및 정리를 통한 비용절감, 2. 외자유치를 통한 부채축소와 재무구조 개선, 3. 사업부를 소규모 조직화 및 평가관리로 생산성 향상을 이뤘고, 2년 만에 부채비율을 289%에서 135%로 줄였다.
2000년대부터 핵심역량을 패션과 유통사업에 집중하고, 새로운 성장영역을 선점하고자 국내유통업계 최초 ERP(전사적 자원관리) 시스템을 도입, BSC(균형성과 성적지표)시스템 도입 등을 통해 지식경영을 해나가고 있다. 2000년 CCC대상 수상, 2001년 지식경영대상 수상, 2002년 전브랜드 성과급해외여행 포상, 2002년 수익10% 사회환원 실시, 2004년 존경받는 기업기업인대상 수상, 2004년 전문직 여성 한국연맹 수상 등 다양한 부문에서 외부성과를 비롯해 국내외 수많은 수상과 함께 빠르게 성장하고 있는 기업이다.
2007년 이랜드 비정규직 대량해고 사태가 발생하여 논란이 되었다가 2008년에 노사합의로 마무리되었다.
2010년 총 매출은 약 7조 원이다. 2011년 이탈리아의 패션 업체 만다리나덕을 마리엘라부라니그룹에게서 약 700억 원에 인수했다. 인수에도 불구하고 대한민국 내 상표권은 나자인이 갖고 있다.
2012년 10월 현재 프랑스 아웃도어 브랜드 라푸마의 인수를 시도 중인 것으로 알려졌다.
한편 1994년 한중 수교이후 진출했던 중국 시장에서 2000년 전까지 7년 연속 적자를 기록하는 등 난항을 겪던 중, 매출액이 2005년 1,388억원, 2008년 6,172억원, 2011년에는 1조6,000억원으로 껑충 뛰어 2012년에는 2조원을 무난히 돌파할 것으로 예상되는 등, 지난 10년의 연평균 매출 성장률이 60.0%에 이르는 성공을 거두었다. 매장 수도 최근 5년간 연평균 72% 성장하며 지난해 5,000개점을 돌파했다.
한편, 2016년 고용노동부 국정감사에서 이랜드그룹의 계열사인 이랜드파크와 이랜드리테일이 아르바이트 근로자의 임금을 체불한 것이 확인되었으며,
 2017년 1월에는 계약직 직원 및 정규직 직원들 급여마저 체불한 것이 확인되어 물의를 일으켰으며, 기업 재무구조 자체에 심각한 문제가 있는 것이 아니냐는 의문을 낳기도 했다.

## 스포츠
1990년대 실업축구단인 이랜드 푸마 축구단을 운영하였으며 2012년 미국 메이저 리그 베이스볼 로스앤젤레스 다저스의 인수를 추진하였으나 인수 경쟁에서 프랭크 맥코트한테 밀려 실패하였다. 2년 후인 2014년 4월 14일 서울특별시를 연고로 하는 프로축구단 창단을 발표하였으며 준비과정을 거쳐 2015년부터 K리그에 참가하는 서울 이랜드 FC를 운영 중이다.

## 조직 구조
사업부 계층 구조는 주로 BG(Business Group) - BU(Business Unit) or BD(Business Division) - Brand 순으로 이루어져있으며, 별도로 CSO실, CMO실, CFO실 등의 staff 조직이 있어 전체적으로는 매트릭스 구조로 이루어져있다. 2016년 현재 BG는 패션BG, 유통BG, 미래BG, 중국BG, 미국BG, 유럽BG, 아시아BG 등이 있다.
이 중
유통BG는 CU(Category Unit) - CD(Category Division) - 브랜드 순으로 이루어져 있다.

## 계열사 일람

### 유통
🔵이랜드리테일
-의류CU
- 아동PB20개 브랜드
- 성인PB20개 브랜드
-하이퍼CU
- 킴스클럽
- 오프라이스
- 에코마트
- 홀렛
-슈펜CD
-글로벌CD
- 럭셔리갤러리
- NC픽스
-영업CU
- NC백화점
- NC웨이브
- 뉴코아아울렛
- 2001아울렛
- 동아백화점

### 패션
이랜드월드
- 미쏘(MIXXO)
- FOLDER(폴더)
- SPAO
- 에블린
- 로엠
- 클라비스
- W9
- 후아유
- 뉴발란스
- 뉴발란스 키즈
- 글로버올
- OTZ (오찌)
- 태창
- 이랜드몰
- 키디키디

### 주얼리
이월드
- LLOYD
- LLOYD THE GRACE
- OST
- CLUE
- 라템

### 레저
- 렉싱턴호텔
- 이월드
- 켄싱턴스타호텔
- 켄싱턴플로라호텔
- 켄싱턴리조트

### 엔터테인먼트
- 서울 이랜드 FC
- 이월드(대구)(구,우방타워랜드,C&우방랜드)
- 이키즈랜드(코코몽 키즈랜드)
- 이크루즈(이랜드크루즈)
- 이랜드이노플(올리브스튜디오)
- 와팝

### 푸드
- 애슐리
- 샹하오
- 자연별곡
- 로운샤브샤브
- 수사
- 피자몰
- 다구오
- 비사이드
- 리미니
- 더카페
- 카페루고
- 후원
- 반궁
- 아시아문
- 테루
- 글로버거
- 애슐리투고
- 모뉴망

### 건설
- 이랜드건설

고운조경이 2019년 이랜드건설에 합병됨

### 복지
- 이랜드복지재단

## 구 이랜드그룹 계열사
- 이랜드리테일: 2008년 홈플러스(주)(구 삼성테스코)에 인수됨.
- 킴스클럽마트: 2011년 신세계그룹 계열의 (주)이마트에 인수됨.

## 같이 보기
- 대한민국의 경제
- 재벌
- 이랜드 비정규직 대량해고 사태